# Die Gartenlaube
Die Gartenlaube (Illustriertes Familienblatt) fu un settimanale illustrato della Sassonia, dell'Impero tedesco e poi della Germania nella prima metà del XX secolo. Venne fondato nel 1853 da Ferdinand Stolle. Cambiò il nome in Die neue Gartenlaube nel 1938 e cessò le pubblicazioni nel 1944.
Fu la prima pubblicazione di massa e un successo della stampa tedesca, raggiungendo tra i due e i cinque milioni di lettori negli anni più fecondi, attorno al 1890. La tiratura giunse a 382.000 copie nel 1876, quando fu diretto da Ernst Keil. Egli si avvalse di numerosi illustratori e incisori dell'epoca e pubblicò le prime fotografie della stampa tedesca.
Die Gartenlaube, il cui significato è il pergolato del giardino, fu rivolta al pubblico delle famiglie. Pubblicò racconti e analisi dell'attualità e della cultura, oggi indispensabili per comprendere la società tedesca dell'epoca. Dopo la morte di Ernst Keil nel 1878, la direzione della rivista passò ad Adolf Kröner, che vietò l'uso di temi politici o religiosi e la menzione di temi sociali come il suicidio e il divorzio.
Johann Strauss II nel 1895 vi pubblicò la partitura di un valzer, intitolato der Gartenlaube-Walzer (op. 61), dedicato ai lettori della rivista.
Il tedesco Adolf Marks, stabilitosi in Russia, adattò la formula di questo settimanale per la Níva (Ни́ва) illustrata, che fu pubblicata e distribuita in tutto l'Impero russo dal 1869 al 1918.

## Autori
- Wilhelm Aarland (1822-1906), illustratore
- Christian Wilhelm Allers (1857-1915), illustratore
- Carl Ernst Bock (1809-1874), medico, anatomista e saggista di medicina
- Alfred Edmund Brehm (1829-1884), zoologo e scrittore
- Otto von Corvin (1812-1886), scrittore
- Rudolf Cronau (1855-1939), giornalista e pittore
- Otto Dammer (1839-1916), chimico e scrittore
- Rudolf Doehn (1821-1895), politico e scrittore
- Carl Emil Doepler (1824-1905), illustratore
- Fedor Flinzer (1832-1911), scrittore e illustratore
- Otto Gerlach (1862-1908), illustratore
- Friedrich Gerstäcker (1816-1872), scrittore di viaggi e avventure
- Carl Grote (1839-1907), illustratore
- Karl Gutzkow (1811-1878), scrittore
- Hermann Ludwig Heubner (1843-1915), illustratore
- Paul Johann Ludwig von Heyse (1830-1914), scrittore e premio Nobel
- Georg Hiltl (1826-1878), attore e scrittore
- Georg Hirth (1841-1916), giornalista, poi editore a Monaco di Baviera
- Friedrich Hofmann (1813-1888), collaboratore fisso, dal 1883 al 1886 caporedattore
- Carl Karlweis (1850-1901), feuilletonista
- Robert Keil (1826-1894), storico della letteratura
- Kaspar Kögler (1838-1923), illustratore e poeta
- Herbert König (1820-1876), illustratore
- Ernst Ludwig Krause (1839-1903), scienziato e scrittore con lo pseudonimo di Carus Sterne
- Martin Lämmel (1849- ?), illustratore
- Wichard Lange (1826-1884), pedagogo
- Ferdinand Lindner (1842-1906), illustratore
- August Peters (1817-1864), scrittore
- Max Ring (1817-1901), medico e scrittore
- Emil Rittershaus (1834-1897), commerciante e poeta
- Emil Adolf Roßmäßler (1806-1867), naturalista, politico e scrittore popolare
- Friedrich Rückert (1788-1866), poeta e orientalista
- August Scherl (1849-1921), editore
- Carl Ludwig Schleich (1859-1922), medico e precursore della moderna anestesia
- Eduard Schmidt-Weißenfels (1833-1893), politico e scrittore
- Berthold Sigismund (1819-1864), medico, pedagogo, scrittore, poeta e politico
- Ludwig Storch (1803-1881), scrittore
- Jodocus Donatus Hubertus Temme (1798-1881), politico, avvocato e scrittore
- Moritz Wiggers (1816-1894), politico e avvocato